# NK DOŠK Dolci
NK DOŠK je nogometni klub iz mjesta Dolci kod Orahovice. Puno ime kluba je Dolački omladinski športski klub Dolci, a igralište im je Park Dolci.

## Povijest
Klub je osnovan 1969. godine. Trenutačno se natječe u 1. ŽNL Virovitičko-podravska.
NK DOŠK organizira memorijalni nogometni turnir u čast poginulim hrvatskim braniteljima Branku Jakliću i Zlatku Mihelčiću Žutom.